# アティウィット・ジェーンワッタナーノン
アティウィット・ジェーンワッタナーノン（通称：ジャズ）（Atiwit Janewattananond（Jazz）、1995年11月26日 – ）は、タイ・バンコク出身のプロゴルファー。ニックネームは「Jazz（ジャズ）」。タイ語・英語を話す。現在、日本語も勉強中。

## 人物
わずか15歳でプロ転向を果たしたジャズは8歳からゴルフを始め、地元タイ王国のジュニア大会で10回以上優勝経験がある。ドライバー飛距離は285ヤード。尊敬する選手は石川遼。
2011年のロイヤル・トロフィーで石川遼とラウンドした際、ジャズは石川の「BIG FAN（大ファン）」であることと「17歳になったら日本へ挑戦したい」旨を伝えた所、石川から「日本で会えるのを楽しみにしている」と告げられた。将来の夢は、タイを代表するプロゴルファーになり、マスターズで優勝することである。
好きな食べ物は、日本の焼き鳥、ステーキ、から揚げ。趣味は、映画鑑賞、音楽鑑賞、漫画。特に「ONE PIECE（ワンピース）」の大ファンで、モンキー・D・ルフィが大好きである。只今、日本語や日本の文化を勉強中。

## 人名
タイ人特有の長い人名であるため、雑誌やネット掲載時の日本語表記が異なる事がある。（例）名字に関してはジェーンワッタナーノンやジェーンワットアナン、ジェーンワッタナーノーンなどとの表記が確認されている。また、名前のアティウィットに関してはニックネームがあり、音楽のジャズと同じスペルで「Jazz（ジャズ）」と呼ばれている。タイ人同士で呼び合う際は、ジャッシュという発音に近い。

## 経歴
- 2003年 - 8歳からゴルフを始める。
- 2010年 - アジアンツアーを最年少の14歳71日で予選通過。
- 2010年 - プロ転向
- 2010年 - ジュニアオープンゴルフ選手権で来日して日本好きに。
- 2011年 - JGTO主催のセカンドQTで再来日し、今後は日本にも拠点を構え日本ツアーの参加を考えるように。
- 2011年 - タイ・バンコクのロイヤル・トロフィーのプロアマで石川遼選手と一緒にラウンドした事が、日本ツアーに参戦することを真剣に考えるようになった。
- 2011年 - 9月6-9日に行われたJGTO主催・セカンドクオリファイで、16アンダー(70-64-70-68)という好成績で3位通過。トップとはわずか1打差だった。